# Актогай (Енбекшиказахский район)
Актогай (каз. Ақтоғай) — село в Енбекшиказахском районе Алматинской области Казахстана. Входит в состав Балтабайского сельского округа. Код КАТО — 194039300.

## Население
В 1999 году население села составляло 548 человек (270 мужчин и 278 женщин). По данным переписи 2009 года, в селе проживало 568 человек (264 мужчины и 304 женщины).